# Francis Beaufort

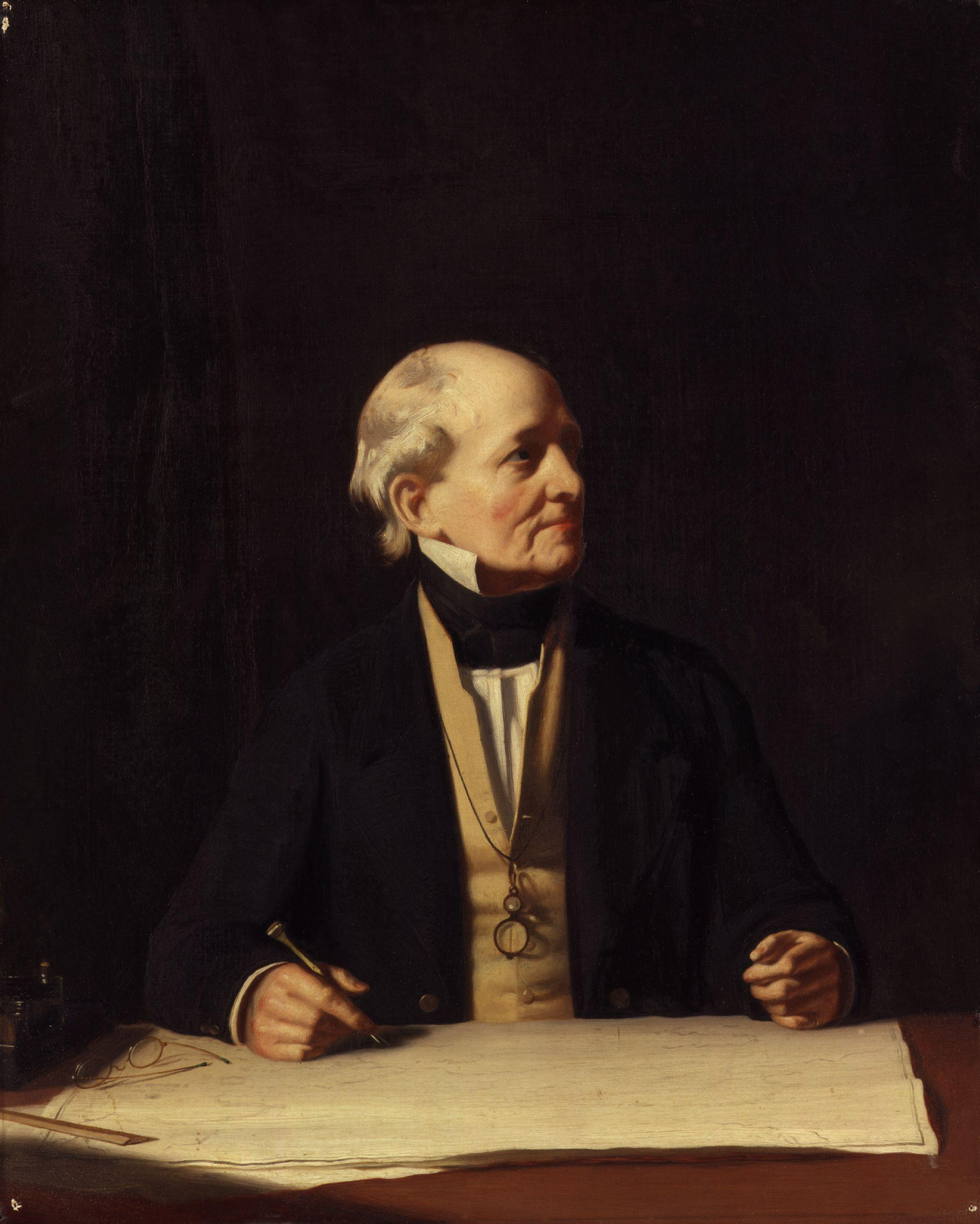
Sir Francis Beaufort, Gemälde von Steven Pearce

Sir Francis Beaufort (* 7. Mai 1774 in Navan, County Meath, im heutigen Irland; † 17. Dezember 1857 in Hove, Sussex, England) war Hydrograf der britischen Admiralität. In dieser Funktion war er für die Admiralty Charts, die seinerzeit als die besten Seekarten der Welt galten, verantwortlich. An der Entwicklung der Windskala (Beaufortskala), die später nach ihm benannt worden ist, hat Beaufort jedoch nur einen geringen Anteil gehabt.

## Jugend
Francis Beaufort kam als drittes von sieben Kindern eines Landpfarrers zur Welt. Im Hause der Hugenotten-Familie wurde Französisch gesprochen. Der Vater war vielseitig interessiert: Einige Kirchen, die Daniel Augustus Beaufort (1739–1831) entworfen hat, stehen noch heute. 1792 fertigte er die erste topografische Karte von Irland an, die in zahlreichen Auflagen gedruckt wurde; der junge Francis hat hierzu einige Längen- und Breitengradmessungen beigesteuert. Gegen Ende seines Lebens verlieh das Trinity College in Dublin dem Vater einen Ehrendoktor in Jura.

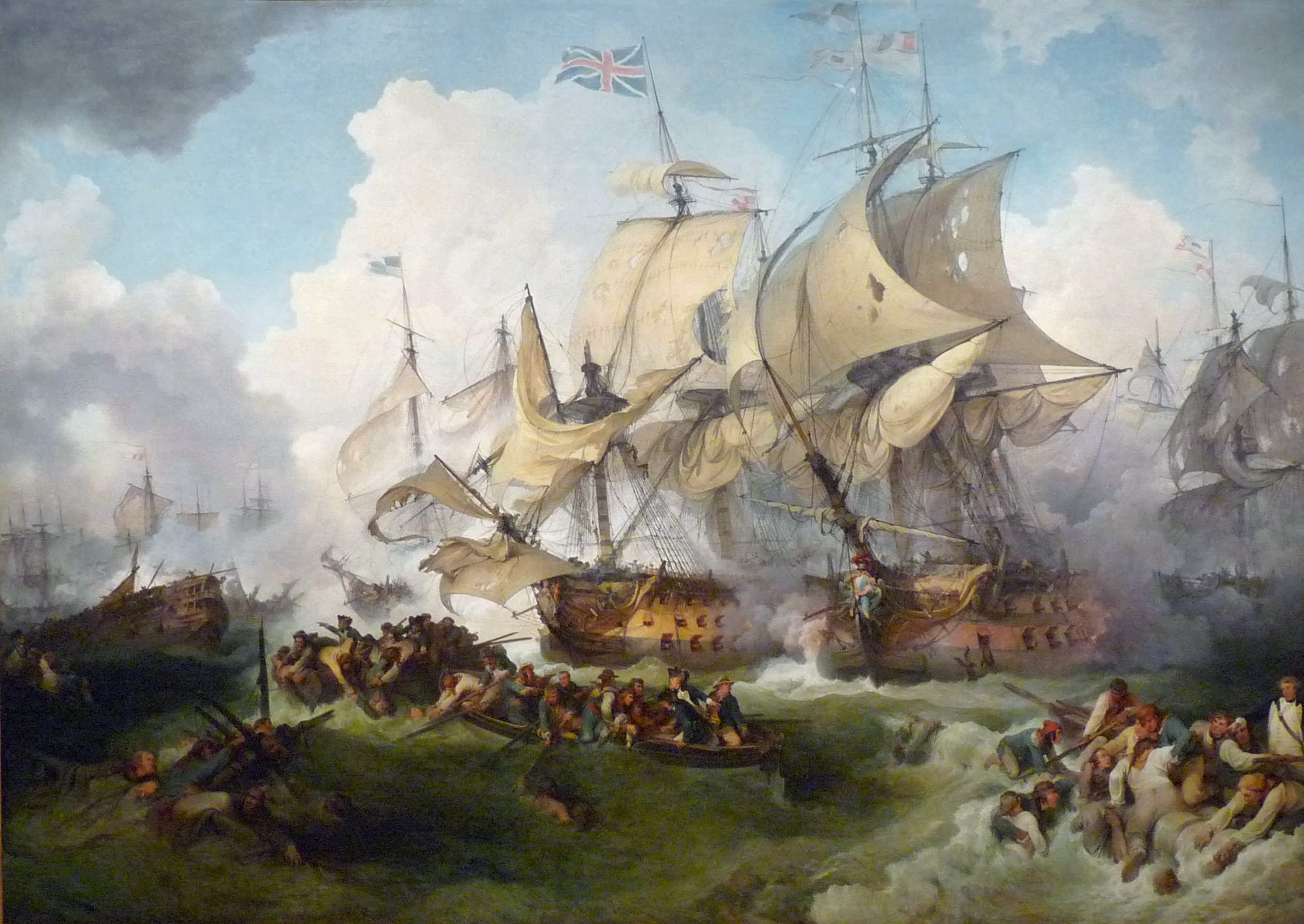
Schlacht vom 1. Juni 1794, das Gemälde von Philippe-Jacques de Loutherbourg zeigt die beiden Flaggschiffe im Gefecht.

Nach Angaben seiner Schwester soll Francis bereits im Alter von fünf Jahren beschlossen haben, zur See zu fahren. Der Vater ermöglichte ihm eine astronomische Ausbildung, die für die Seefahrt als notwendig galt, und 1789 stach Francis Beaufort mit vierzehn Jahren als Kadett auf einem Handelsschiff der East India Company in See. Die Vansittart sollte eine Meerenge vor Sumatra vermessen, wo bereits mehrere Schiffe der Gesellschaft in schlecht kartierten Untiefen gesunken waren. Aber auch Beauforts Schiff ging hier unter, und die Besatzung musste sich auf ein Riff vor einer winzigen Insel in der Javasee flüchten. Sie schlug sich zu einer holländischen Siedlung durch, wo zwei britische Klipper sie an Bord nahmen. Ein Jahr nach der Abreise traf Beaufort wieder in England ein und trat in die Kriegsmarine ein. Am „Glorreichen 1. Juni“ 1794 nahm er an der Seeschlacht gegen die französische Flotte teil, wurde beim Entern eines spanischen Schiffs durch Säbel verwundet und im Gesicht von einer Gewehrkugel getroffen.

## Die Karte von Montevideo und die Vermessung der türkischen Südküste
Beaufort kommandierte danach zeitweise selbst ein Schiff, eine gekaperte französische Korvette. 1806 stieg er zum Kapitän der Woolwich auf, einem Versorgungsschiff, das Nachschub in das frisch von den Spaniern eroberte Buenos Aires liefern sollte; die britischen Truppen hatten sich allerdings bereits wieder nach Montevideo zurückgezogen. Beaufort nutzte die Zeit, um die Stadt selbst und die Küstengewässer vor Montevideo zu kartieren. Die Seekarte war ein Muster an Klarheit und wurde praktisch ohne Änderung in die admiralty charts übernommen. Durch die Qualität seiner Montevideo-Karte wurde die Admiralität auf Beaufort aufmerksam, 1810 wurde er zum Oberkapitän befördert und erhielt das Kommando über die Frederiksteen, eine gekaperte dänische Fregatte.
1812 wurde Beaufort mit der Vermessung der türkischen Südküste, die in osmanischer Zeit „Karamanien“ genannt wurde, beauftragt. Auf dieser Reise fertigte er zahlreiche Ansichten der Küste und antiker Stätten an und kopierte Hunderte griechischer Inschriften. Die Reise wurde durch einen Vorfall beendet, bei dem Einheimische die britischen Matrosen mit Musketen bedrohten und Beaufort von einem Schuss in die Hüfte getroffen wurde. Die Zeit seiner Genesung nutzte Beaufort dazu, den Reisebericht „Karamanien oder Beschreibung der Südküste von Klein-Asien“ zu verfassen, der nach seiner Veröffentlichung 1817 reißenden Absatz fand und auch ins Deutsche übersetzt wurde. Weil er im Dienste der Admiralität unterwegs gewesen war, weigerte er sich, ein Honorar für sein Buch entgegenzunehmen.

## Hydrograf der Admiralität

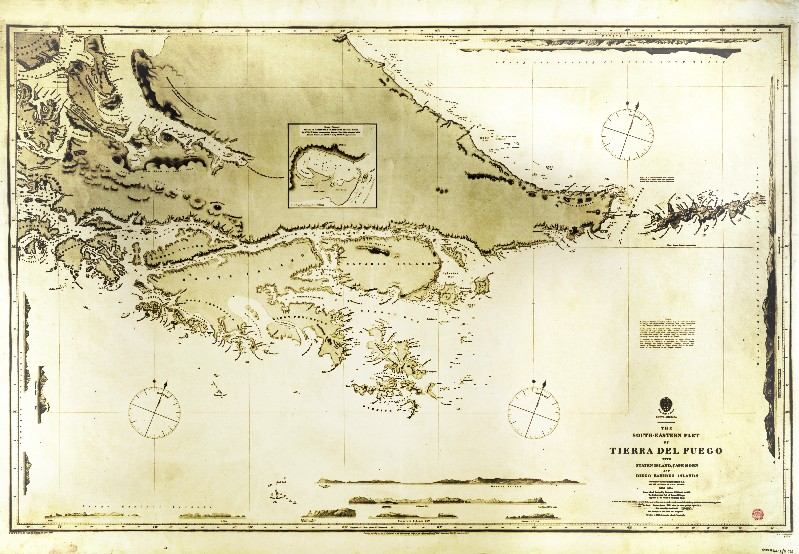
Kartierung der Region von Kap Hoorn durch die beiden Beagle-Expeditionen (1828–1836)

1829 wurde Beaufort zum Hydrografen der Admiralität ernannt (ein Hydrograf kartiert Küstenlinien und lotet Gewässer aus). Nach Abschluss der Napoleonischen Kriege wurde die Kriegsmarine unter anderem dazu eingesetzt, die Weltmeere zu erkunden und zu vermessen. Die Reise der Beagle von 1831, bei der Darwin – übrigens durch Vermittlung von Beaufort – um die Welt fuhr, ist nur ein Beispiel dafür. Sie diente eigentlich der Vermessung der südamerikanischen Küste.
1834 starb Beauforts Frau Alicia, mit der er mehr als zwanzig Jahre verheiratet gewesen war, an Brustkrebs. Sie hinterließ sechs Kinder. Der Haushalt wurde drei Jahre lang von seiner unverheirateten Schwester Harriet geführt, bevor Beaufort wieder heiratete. Seine Tagebücher und den Briefwechsel mit seinem Bruder verschlüsselte er teilweise mit einer Abwandlung der Vigenère-Chiffre. Die kodierten Teile handeln unter anderem von sexuellen Nöten. 1848 wurde Beaufort von Königin Viktoria als Knight Commander des Order of the Bath in den Ritterstand erhoben und durfte fortan den Namenszusatz „Sir“ führen. Zuletzt bekleidete er den Rang eines Konteradmirals.

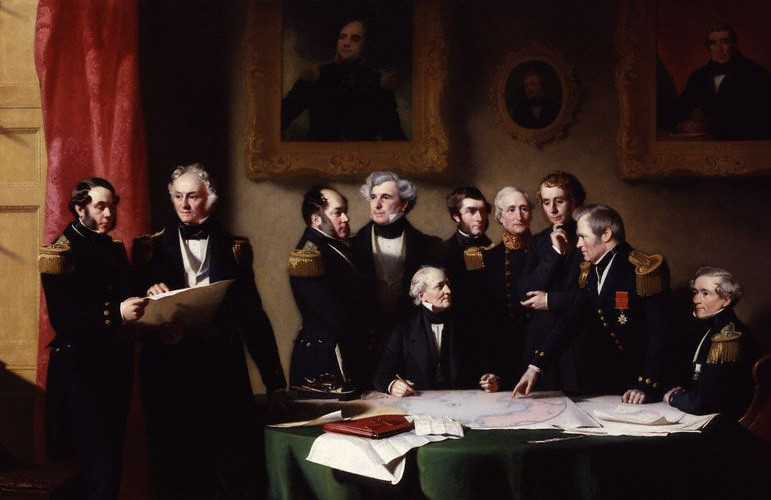
Steven Pearce: The Arctic Council planning a search for Sir John Franklin, Beaufort sitzt im Zentrum.

Seine letzten Jahre verbrachte Beaufort vor allem im Arktischen Rat der Admiralität, der sich mit der Suche nach der Nordwestpassage beschäftigte. Als von der Expedition seines persönlichen Freunds Sir John Franklin, der mit diesem Auftrag 1845 ausgelaufen war, nach drei Jahren kein Lebenszeichen kam, koordinierte er die verschiedenen Rettungsexpeditionen. 1854 wollte Beaufort seinen Abschied nehmen, doch weil der Krimkrieg begonnen hatte, überredete ihn die Admiralität zu bleiben und kriegswichtige Karten zu liefern. 1855 schied er endgültig aus dem Dienst aus.

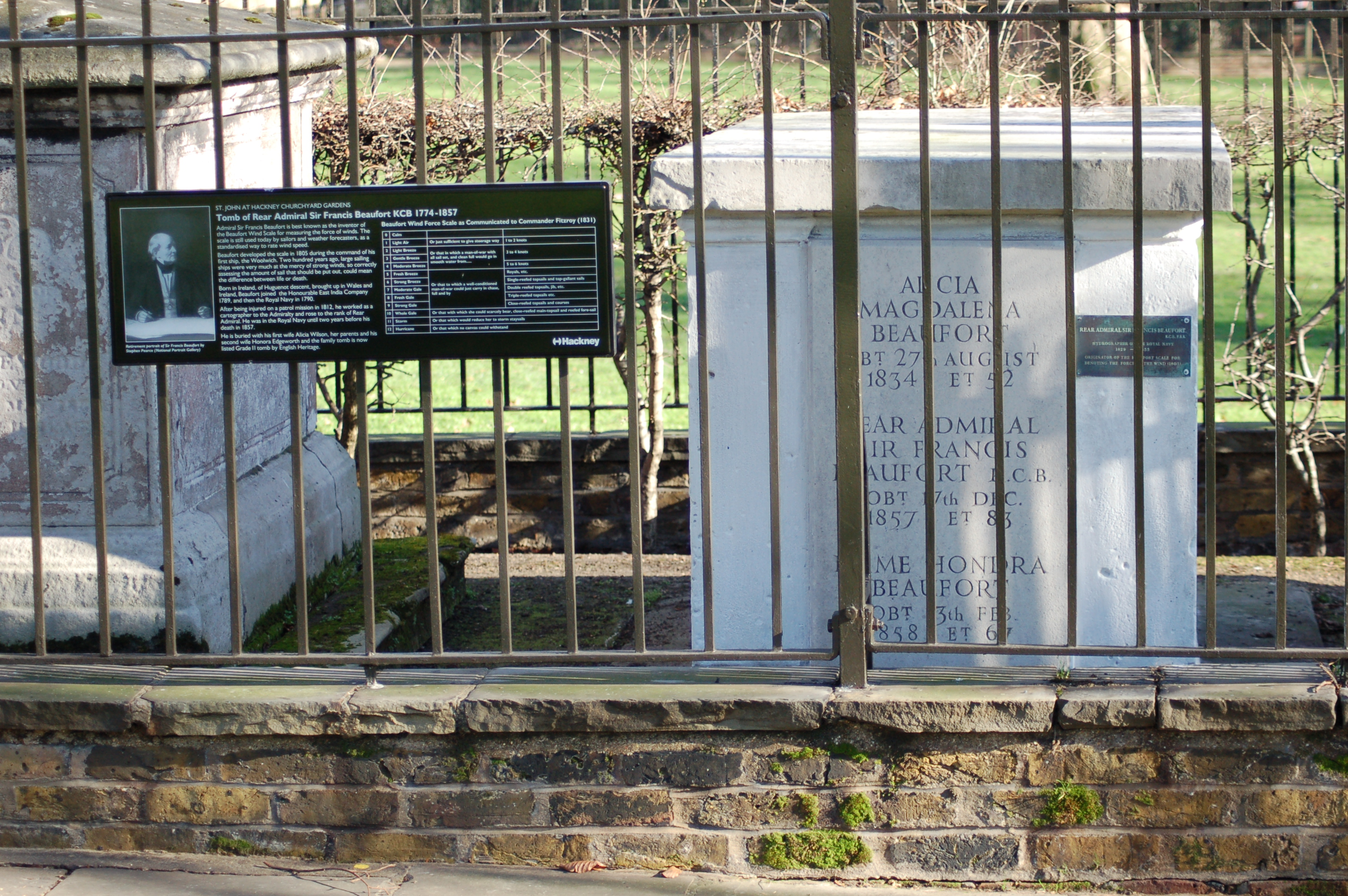
Beauforts Grab im Friedhof von St John, Hackney, London

Im selben Jahr wurde die Vermessung der Britischen Inseln, die noch Thomas Hurd (1747–1823) begonnen hatte, abgeschlossen. In den 26 Jahren, in denen Beaufort das Hydrografische Institut geleitet hatte, hatte es 1437 Seekarten in 113 Vermessungsprojekten erstellt, im Durchschnitt erschien also eine Karte pro Woche. Die Informationen wurden während seiner Amtszeit standardisiert. Die Karten verzeichneten Gezeitenhöhen und Strömungen, Bojen wurden in Form kleiner Symbole vermerkt, aus nautischen Meilen wurden Seemeilen, und die Kompassrosen gaben nun die Himmelsrichtungen an. Ab 1835 wurde die Fünf-Faden-Linie markiert und die Tiefe zusätzlich in Fuß angegeben. Beaufort vertrat die für seine Zeit bemerkenswerte Ansicht, dass in den Karten möglichst die Ortsnamen der Einheimischen – und nicht die Begriffe der europäischen Entdecker – verwendet werden sollten. Trotzdem sind die Beaufortsee vor der Nordküste Kanadas und Alaskas sowie die antarktische Beaufort-Insel nach ihm benannt worden.

## Die Beaufort-Windskala
Die Beaufort-Windskala stammt nicht von Francis Beaufort. Vermutlich 1779 lernte er eine einfache Windskala des damaligen Hydrografen der „East India Company“ und ab 1795 Ersten Hydrografen der Admiralität, Alexander Dalrymple, kennen, die von 1 „schwacher Luftzug“ bis 12 „Sturm“ reichte. Diese Skala hatte bereits wesentlich besser ausgearbeitete Vorbilder aus dem Betrieb von Windmühlen.
Zeit seines Lebens führte Beaufort ein umfangreiches Tagebuch, in dem er unter anderem das Wetter festhielt. Am 12. oder 13. Januar 1806 trug er hier die Worte ein: „Fortan werde ich die Stärke des Windes gemäß folgender Skala schätzen, denn nichts vermittelt eine unklarere Vorstellung von Wind und Wetter als die alten Ausdrücke mäßig und bewölkt, etc. etc.“ Es folgt eine Skala von 1 bis 13, die von „Windstille“ bis „Sturm“ reicht. Am 14. September 1807 legte er ein neues Tagebuch an, in dem er – wie üblich – auf dem Vorsatzblatt die Windskala notierte, die er zu verwenden gedachte. Kurz darauf verbesserte er die Skala, indem er hinzufügte, wie sich die Windstärke an den Segeln einer vollgetakelten Fregatte erkennen ließ. So herrscht etwa Windstärke 5, wenn Marssegel, Bramsegel, Royal, Flieger und Stagsegel gehisst bleiben können, bei Windstärke 7 müssen die drei obersten Segel gerefft werden.
Nachdem Beaufort 1829 Hydrograf der Admiralität geworden war, gab er seine verbesserte Skala an alle weiter, die sich dafür interessierten. Sie wurde 1832 im Nautical Magazine der Admiralität veröffentlicht. 1837 wurde die Skala bereits im gesamten Vermessungsdienst eingesetzt, und Ende 1838 gab die Admiralität eine Anweisung heraus, mit der sie verbindlich eingeführt wurde. Diese Skala trug jedoch keinen Namen und wurde lediglich als das „beigefügte Schema“ bezeichnet. Auch in den ausführlichen Nachrufen aus Anlass von Beauforts Tod wird an keiner Stelle eine Windstärken-Skala erwähnt. Erst 1906 schuf der britische Wetterdienst die Version der Skala, die als Beaufort-Skala bekannt geworden ist.
Der Nachlass befindet sich in der Huntington Library, San Marino, Kalifornien.

## Werke
- Karamania, or a brief description of the south coast of Asia-Minor and of the remains of antiquity: with plans, views, &c.; collected during a survey of that coast, under the orders of the lords commissioners of the admiralty, in the years 1811 & 1812. London 1817. 2. Auflage 1818.bei GoogleBooks
  - deutsch: Karamanien oder Beschreibung der Südküste von Klein-Asien. Weimar 1821 Internetpublikation
- Memoir of a survey of coast of Karamania: made … in 1811 & 1812. London 1821.